# 포트 타운 히가시역
포트 타운 히가시역(일본어: ポートタウン東駅, ポートタウンひがしえき)은 일본 오사카부 오사카시 스미노에구에 있는 오사카 메트로 난코 포트타운선의 역이다. 역 번호는 P13이다.

## 역 구조
섬식 승강장 1면 2선의 고가역이다. 1층(지상)에 개찰구와 대합실, 2층에 승강장이 있다. 개찰구는 1개소 뿐이다.
당역은 난코 운수 사무소의 소속으로 역장이 배치되어 당역과 포트 타운 니시 역과 페리 터미널 역을 관할한다.

### 승강장
| 승강장 | 노선             | 행선                        |
| ------ | ---------------- | --------------------------- |
| 1      | 난코 포트타운 선 | 스미노에코엔 방면           |
| 2      | 난코 포트타운 선 | 나카후토・코스모스퀘어 방면 |

## 역 주변
- 난코 포트 타운 SC
- 난코 중앙 공원
  - 오사카 시 난코 중앙 야구장
- 난코 공원
- 스미노에 난코나카 우체국
- 소아이 대학
- 자심회 사키시마 병원

## 역사
- 1981년 3월 16일: 오사카 시 교통국 난코 포트타운 선 스미노에코엔 ~ 나카후토 역간 개통과 동시에 영업 개시.

## 인접역
| ■ 오사카 메트로 난코 포트타운선      | ■ 오사카 메트로 난코 포트타운선 | ■ 오사카 메트로 난코 포트타운선   |
| ------------------------------------ | ------------------------------- | --------------------------------- |
| P12 포트 타운 니시 코스모스퀘어 방면 |                                 | 페리 터미널 P14 스미노에코엔 방면 |